# Foe (unità di misura)
Un foe è una unità di misura dell'energia equivalente a 1044 joule o a 1051 erg. Essa è utilizzata per misurare quantità di energia molto elevate, come quelle sviluppate dalle supernovae. 
Il termine è un acronimo dell'espressione inglese [ten to the power of] fifty-one ergs, che significa "[dieci elevato alla] cinquantuno erg". Fu coniato dall'astrofisico Gerald Brown della Stony Brook University nel suo lavoro in collaborazione con Hans Bethe perché "la quantità veniva citata abbastanza spesso nella nostra ricerca". Gli scienziati esperti del campo stanno rinominando l'unità di misura Bethe, abbreviato B, in onore di Hans Bethe.
L'unità di misura è utile perché tipicamente una supernova rilascia circa un foe di energia sotto forma di radiazione visibile in un periodo di pochi secondi. In confronto, se il Sole mantenesse la sua attuale luminosità lungo l'intero arco della sua esistenza (circa 10 miliardi di anni), produrrebbe 3,82726 W × 3,15367 s/anno × 1010 anni ≈ 1,2 foe.